# Бандура Олександр Іларіонович
Олекса́ндр Іларіо́нович Банду́ра (* 21 травня 1918, Зверхівці, нині Городоцького району Хмельницької області — † 24 лютого 2005, Київ, Україна) — український видавець, перекладач. Член Національної спілки письменників України (від 1960 року). Заслужений діяч культури УРСР (1969). Заслужений діяч культури Польщі (1977).

## Біографія
Олександр Бандура народився 21 травня 1918 року в селі Зверхівці (нині Городоцького району Хмельницької області) в сім'ї вчителя.
Учасник радянсько-фінської війни та німецько-радянської війни. 1944 року став членом ВКП(б). Закінчив 1947 року філологічний факультет Київського університету.
Працював секретарем комітету ЛКСМУ, секретарем партійного комітету Київського університету. Далі був першим секретарем Київського міського комітету комсомолу.
У 1953—1963 працював директором Державного видавництва художньої літератури (Держлітвидав України, від 1964 року — видавництво «Дніпро»). У 1966—1983 роках — директор видавництва «Дніпро».
Нагороджено орденами та медалями, Почесною Грамотою Президії Верховної Ради України та Грамотами Президії Верховної Ради Білорусі та Вірменії.
Помер 24 лютого 2005 року в Києві.
Дружина — методист української літератури, літературознавець Олександра Михайлівна Бандура.
В журналі «Перець» № 10 за 1978р розміщено дружній шарж А. Арутюнянца з нагоди 60-річчя митця

## Видавнича діяльність
Бандура ініціював випуск:
- У 1957—1972 роках — стотомового систематизованого видання творів українських класиків кінця 19 — початку 20 століття, де поновлено чимало заборонених до того імен;
- «Бібліотеки української класики „Дніпро“»;
- «Бібліотеки усної народної творчості»;
- низки давньоукраїнських літописів;
- серій:
  - «Українські письменники у фотографіях»,
  - «Романи і повісті»,
  - «Джерела дружби»,
  - «Мудрість народна»,
- інших багатотомних передплатних видань, антологій,
- 5-томного біобібліографічного словника «Українські письменники»,
- альманаху «Сузір'я».

## Переклади
У перекладі Бандури вийшли:
- збірка «Уральські оповідання» Дмитра Маміна-Сибіряка (1957),
- повість «Прапори на баштах» Антона Макаренка (1950),
- романи «Хутірець в степу» (1956) і «Зимовий вітер» (1962) Валентина Катаєва,
- роман «Сотворіння світу» (книга 1, 1958) Віталія Закруткіна,
- романи «Тиша» (1964) і «Гарячий сніг» (1973) Юрія Бондарева,
- роман «Доля» Петра Проскуріна (1985),
- твори інших письменників — Максима Горького, Георгія Маркова, Віля Ліпатова.

З німецької мови переклав роман «Літаючі блюдця» Фрідріха Вольфа (1955).